# Tingimento reativo
Tingimento reativo é um método de imprimir (fixar) um corante ou cera pelo uso de misturas onde são criadas cores. 
O processo de tingimento reativo apresenta como principal característica a fusão (reação química) dos corantes e pigmentos com a fibra a ser tingida impedindo assim que haja um desbotamento ou perda e alteração da cor original quando da lavagem ou uso.
Com uma pasta e um aditivo de impressão normalmente ativado pelo calor, imagens podem ser permanentemente ligadas ao substrato (tipicamente têxteis, mas podem incluir celulose, fibras, poliéster, e até proteínas).
Tingimento como corante reativo é um método de impregnar um corante ao substrato têxtil.
O processo de tingimento reativo apresenta como principal característica reação química do corante com a fibra a ser tingida impedindo assim que haja uma migração ou perda do corante e alteração da cor original.
O substrato pode ser fibras celulósicas como algodão, viscose, linho, rami e fibra proteica como a lã.